# Pavel Štefka
Pavel Štefka (* 15. září 1954 Ruda nad Moravou) je český armádní generál, v letech 2002–2007 náčelník Generálního štábu Armády České republiky.

## Život
Pavel Štefka absolvoval v roce 1973 vojenské gymnázium Jana Žižky z Trocnova v Opavě. Ten rok ještě nastoupil na Vysokou vojenskou školu pozemního vojska ve Vyškově, kterou ukončil v roce 1977. Mezi lety 1977–1982 sloužil jako velitel roty, náčelník štábu motostřeleckého praporu a zástupce náčelníka štábu motostřeleckého pluku. V letech 1982–1985 pokračoval v odborném vzdělávání v Akademii Generálního štábu polských ozbrojených sil ve Varšavě. Následně mezi lety 1985–1991 sloužil jako náčelník štábu motostřeleckého pluku a velitel poddůstojnické školy v Bratislavě Vajnorech, velitel motostřeleckého pluku a také jako náčelník operačního oddělení tankové divize. Od roku 1991 učil na Vojenské akademii v Brně. V roce 1994 absolvoval European Business School v Praze a v Mannheimu. V témže roce ještě převzal velení nad 6. mechanizovanou brigádou a o dva roky později se stal zástupcem velitele 2. armádního sboru. Pak přešel do štábu pozemních sil AČR v Olomouci a v roce 2000 se stal náčelníkem operační sekce Generálního štábu AČR. Prvního prosince 2002 byl v hodnosti generálmajora rozkazem prezidenta jmenován do funkce náčelníka Generálního štábu Armády České republiky, což je nejvyšší post, kterého může dosáhnout voják armády České republiky. Den na to mu byla propůjčena hodnost generálporučík, do které byl povýšen o pět měsíců později. K 8. květnu 2006 Václav Klaus jmenoval Pavla Štefku armádním generálem, ten tak dosáhl nejvyšší vojenské hodnosti v Armádě ČR.

## Aféra „černých fondů“
Pavel Štefka, krátce předtím než rezignoval na funkci náčelníka Generálního štábu AČR, kterou předal 28. února 2007 generálporučíkovi Vlastimilu Pickovi, upozornil na tzv. aféru černých fondů. Ty podle MF Dnes existovaly na generálním štábu mezi lety 2002–2007, kdy si skupina důstojníků objednávala neexistující služby v podobě renovace tonerů, a fond následně využívali pro osobní potřebu. Štefkova úloha v aféře je nejasná, v lednu 2008 se ministryně obrany Vlasta Parkanová nechala slyšet: Štefka se ke kauze černých fondů nepostavil jako chlap.

## Hodnosti a vyznamenání
Data povýšení
- Generálmajor – 28. říjen 2002
- propůjčena hodnost generálporučíka – 2. prosinec 2002
- Generálporučík – 8. květen 2003
- Armádní generál – 8. květen 2006

Vyznamenání
- Záslužný kříž ministra obrany České republiky I., II., III. stupně
- Medaile Armády České republiky III. a II. stupně
- Medaile Za službu vlasti
- Medaile Za službu v zahraničí – Kuvajt
- Medaile NATO Za službu pro mír a svobodu
- Pamětní medaile ministra obrany Slovenské republiky I. stupně
- Stříbrná medaile polské armády
- Pamětní medaile pomocných technických praporů
- Čestný pamětní odznak k výročí 50 let NATO
- Čestný pamětní odznak AČR Přemysla Otakara II. krále železného a zlatého
- Pamětní odznak k 5. výročí vstupu České republiky do NATO
- Řád záslužné legie (USA)
- Řád Čestné legie (Francie)
- Zlatá medaile polské armády
- Medaile Pro Memoria (Polsko)
- Řád vojenského hrdinství – stupeň velkodůstojník (Rumunsko)
- Kříž Vojenské policie
- Medaile Osamělé hvězdy za zásluhy (USA – Texas)